# Silo de Medina de Rioseco
El silo de Medina de Rioseco es un silo de grano situado en el municipio español de Medina de Rioseco, en la provincia de Valladolid. Está ubicado en el Polígono Industrial Alto de San Juan.

## Historia
Su construcción respondió a una premeditada organización para el almacenamiento de cereal, dentro de la política implementada por el régimen franquista a través del Servicio Nacional del Trigo. La unidad entró en servicio en 1956, contando con una capacidad de almacenamiento de 12.000 toneladas. En sus inicios las instalaciones estaban situadas junto al trazado de los Ferrocarriles Secundarios de Castilla y la estación de Medina de Rioseco-Castilla. El silo pasaría a manos del Servicio Nacional de Cereales en 1969 y, dos años después, del Servicio Nacional de Productos Agrarios (SENPA).